# One Thousand Years
One Thousand Years – singel Skin (pobocznego projektu Michaela Giry i Jarboe, liderów amerykańskiego zespołu Swans) z albumu Blood, Women, Roses, wydany w 1987 przez Product Inc. Niektóre utwory dołączono do wersji CD tej płyty (oraz kompilacji The World of Skin i jej późniejszych wydań).
Autorami utworu „One Thousand Years” są Jarboe (muzyka) i Michael Gira (tekst), autorem utworu „My Own Hands” jest Michael Gira.

## Lista utworów
Wersja 7":
| Nr | Tytuł utworu         | Długość |
| -- | -------------------- | ------- |
| 1. | „One Thousand Years” | 4:01    |
| 2. | „My Own Hands”       | 4:52    |
|    |                      | 8:53    |

Wersja 12":
| Nr | Tytuł utworu         | Długość |
| -- | -------------------- | ------- |
| 1. | „One Thousand Years” | 5:04    |
| 2. | „My Own Hands”       | 4:52    |
| 3. | „One Thousand Years” | 4:21    |
|    |                      | 14:17   |

## Twórcy
- Jarboe – śpiew, dźwięki, fortepian, instrumenty klawiszowe
- Michael Gira – dźwięki, programowanie perkusji

Udział gościnny:
- Bill McGee – aranżacje smyczkowe i kontrabas w „One Thousand Years”
- Linda Miller – wiolonczela w „One Thousand Years” i „My Own Hands”
- Martin McCarrick – wiolonczela w „One Thousand Years”
- Chris Pitzaladi – altówka w „One Thousand Years”
- Chris Tombling – skrzypce w „One Thousand Years”
- Ginnie Ball – skrzypce w „One Thousand Years”